# Sandrochen
Der Sandrochen (Leucoraja circularis) ist ein relativ kleiner Vertreter der Echten Rochen (Rajidae), der im nordöstlichen Atlantik von der Küste des südlichen Norwegen und Islands bis nach Marokko und im Mittelmeer vorkommt. Da er nur in Wassertiefen unterhalb von 70 Metern lebt fehlt er in der mittleren und südlichen Nordsee. Berichte über Vorkommen an der Küste von Mauretanien und des Senegal beruhen wahrscheinlich auf Verwechselungen mit Leucoraja leucosticta.

## Merkmale
Der Sandrochen wird maximal 1,20 Meter lang, bleibt für gewöhnlich aber bei einer Länge von 70 cm. Sein Rostrum ist kurz, steht aber etwas vor. Der Rücken des Rochens ist bestachelt. Neben der Mittelreihe finden sich ein bis zwei weitere Stachelreihen parallel zur Mittelreihe. Zwischen den Augen stehen zwei Reihen von jeweils acht Stacheln, weitere Stacheln, die ein Dreieck bilden am Übergang vom Kopf zum Rumpf. Auf der Bauchseite finden sich Stacheln nur an der Schnauze, zwischen den Kiemenspalten und am vorderen Rand der Körperscheibe. Der Schwanz ist nur wenig länger als der Körper. Sandrochen sind auf dem Rücken rotbraun gefärbt, mit 4 bis 6 cremefarbenen Flecken. Die Unterseite ist weiß.

## Lebensweise
Der Sandrochen lebt auf dem Schelf in Tiefen von 100 (selten 70) bis 275 Metern, im östlichen Ionischen Meer in Tiefen bis zu 67 Metern. Er ernährt sich von kleinen bodenbewohnenden Tieren. Wie alle Echten Rochen ist er eierlegend (ovipar). Die Eier sind längliche Hornkapseln die 8,3 bis 9,2 cm lang und 4,6 bis 5,3 cm breit sind und das ganze Jahr über gelegt werden.